# Имущество
Иму́щество — совокупность вещей, которые могут находится в собственности какого-либо физического лица, юридического лица или публично-правового образования (включая деньги и ценные бумаги), а также их имущественных прав на получение вещей или имущественного удовлетворения от других лиц, представляющие для собственника какую-либо полезность. 
В зависимости от имущества его владелец имеет право потреблять, изменять, делить, переоформлять, сдавать в аренду, закладывать, продавать, обменивать, передавать, дарить или уничтожать его, а также исключать других из этих процессов, а также, возможно, отказаться от него. Независимо от характера собственности, его владелец имеет право надлежащим образом использовать его или, по крайней мере, только хранить его. Имущество часто разделяют на материальное и нематериальное.

## Движимое и недвижимое имущество
Движимое имущество — любая вещь (включая деньги и ценные бумаги), не отнесённая законом к недвижимости. К недвижимости относится всё, что прочно связано с землёй, то есть объекты (здания, сооружения и др.), перемещение которых без несоразмерного ущерба их назначению невозможно. Российское законодательство относит к недвижимости также: воздушные и морские суда, суда внутреннего плавания и космические объекты.
При отнесении вещей к категории движимых (либо недвижимых), используют два критерия: материальный (степень связи вещей с землёй) и юридический (отнесение вещей к разряду недвижимых, независимо от связи с землёй). По материальному критерию движимой является вещь, не имеющая прочной связи с землёй, а по юридическому — вещь, перенос которой возможен без нанесения несоразмерного ущерба для её назначения, а также вещь прямо не определяемая законом как недвижимость. Для отнесения вещи к категории движимых, она должна удовлетворять обоим критериям, в противном случае, такая вещь будет считаться недвижимой. По общему правилу, регистрация прав на движимые вещи не требуется.
Оценка недвижимости является одним из самых распространённых видов оценочной деятельности и включает в себя определение стоимости объекта. При этом определяются несколько видов стоимостей, наиболее распространенными в практике являются: рыночная, ликвидационная, восстановительная, замещения и т. д.
Разделение вещей на движимые и недвижимые известно ещё в римском гражданском праве классического периода (III век до н. э. — III век н. э.). К движимым относились пространственно перемещаемые вещи, а к недвижимым — земельные участки и всё создаваемое на них, а кроме того — недра, пространство над землёй. Считалось, что сделанное над поверхностью следует за поверхностью. Недвижимость может являться предметом лизинга. Залог недвижимости, равно как и получение кредита под залог недвижимости принято называть ипотекой.
В римском праве переход права собственности на недвижимость мог быть осуществлен путём простой, лишенной всяких форм передачи её, а установление сервитута или ипотеки — путём простого договора между одним лицом и другим, не известного третьим лицам. По германскому же обычному праву переход земли из рук в руки был обставлен различными довольно сложными формальностями (символическая передача земли, инвеститура, Auflassung).
В Российской империи сделки с недвижимостью совершались при посредстве так называемого крепостного порядка. Акты на недвижимость (купчая крепость, закладная крепость и т. д.) должны были быть удостоверены нотариусами, которые заносили их в свои реестры, которые служили суррогатом поземельных книг.
Согласно действующему российскому праву, сделки с недвижимостью подлежат обязательной государственной регистрации и считаются заключенными только при условии такой регистрации. При этом регистрирующий орган производит соответствующую запись в Единый государственный реестр прав на недвижимость (ЕГРН). Сделка с недвижимостью (приватизация, мена, дарение, завещание, купля-продажа, рента) при отсутствии государственной регистрации считается незаключённой и не несёт правовых последствий. При этом регистрации подлежит переход права собственности по данному договору. В России регистрацию сделок с недвижимостью ведет специальный государственный орган — Федеральная служба государственной регистрации, кадастра и картографии. Существует две формы заключения сделок — нотариальная и простая письменная, имеющие совершенно одинаковую юридическую силу.
В Белоруссии система государственных организаций в области государственной регистрации состоит из: специально уполномоченного орган государственного управления Республики Беларусь в области государственной регистрации, подчиненного Правительству Республики Беларусь (Госкомимущество), республиканской организации по государственной регистрации (ГУП «Национальное кадастровое агентство»), территориальных организаций по государственной регистрации.
Регистратор республиканской организации по государственной регистрации осуществляет регистрационные действия в отношении предприятия как имущественного комплекса в порядке, установленном Правительством Республики Беларусь.
Существует также понятие мобильной недвижимости. Сама идея передвижных домов не нова, но она вновь стала актуальной в связи с ипотечным кризисом 2008 года в США: за год их производство выросло на 19 %, а клиентами компаний, производящих такую «недвижимость», стали врачи, юристы, пенсионеры. К тому же на мобильный дом нельзя наложить аресты по судебным и исполнительным листам, а затраченные на строительство такого жилья средства возвращаются через 2-3 месяца (вместо убытков по 20-летним банковским кредитным ставкам). Ещё один плюс — поставить дом можно и на собственном участке земли, и на арендном. Передвижные дома изготовлены по современным технологиям, максимально комфортны, относительно дешевы и не требуют большого количества строительных материалов. Стоимость передвижного дома зависит от его размера — от 50 до 90 тыс. $.
В России передвижные дома для массового пользователя пока не выпускаются, они, в основном, предназначены для образования временных поселков при строительстве дорог, на нефтегазодобыче, в долговременных геологических экспедициях. По уровню комфорта, как говорят российские компании-производители «мобильной недвижимости», их дома не уступают городским квартирам, а использовать их можно в любых климатических условиях. Стоимость зависит от количества жильцов и назначения такого дома — от 630 тысяч до 2,5 млн рублей.

## Имущественный комплекс
Особую разновидность имущества составляют имущественные комплексы — совокупности взаимосвязанных недвижимых и движимых вещей, используемые по общему назначению как единое целое. К ним относятся предприятия и кондоминиумы. Предприятие как объект гражданского оборота включает как вещи (земельные участки, здания, сооружения, оборудование, запасы материалов, сырья, готовой продукции), так и права требования и пользования, долги (обязательства), а также некоторые исключительные права. Во многих странах в состав предприятий включают также клиентуру и гудвилл, то есть устойчивые хозяйственные связи с потребителями. Поэтому действующее предприятие обычно стоит дороже, чем составляют его чистые активы. Однако бывает и наоборот — действующее предприятие стоит меньше, чем составляют его чистые активы (например, если конъюнктура в соответствующей отрасли неблагоприятна).